# Hermann Meynert
Hermann Günther Meynert (Pseudonym: Janus) (* 20. Dezember 1808 in Dresden; † 10. März 1895 in Wien) war ein deutscher Schriftsteller, Kritiker und Geschichtsschreiber.
Meynert ließ sich zusammen mit seiner Familie 1836 in Wien nieder. Er war mit Marie, geb. Emmering, verheiratet, die vor ihrer Verehelichung Sängerin an der Dresdner Oper war. Marie und Hermann Meynert waren die Eltern des Psychiaters Theodor Meynert.
In Wien verfasste Hermann Meynert die erste, auch heute noch als Nachschlagewerk bedeutende Geschichte Österreichs und eine Radetzky gewidmete Geschichte des österreichischen Heeres. Als Publizist war er für die „Wiener Allgemeine Theaterzeitung“ und bis Ende 1852 in der Redaktion des „Österreichischen Soldatenfreunds“ Jaromir Hirtenfelds tätig. Hermann Meynert entwickelte neben seinen historischen Arbeiten auch eine ausgedehnte belletristische Tätigkeit. So gab er neben Novellensammlungen auch den Dichteralmanach „Dioskuren“ heraus.

## Schriften
- Franz I., Kaiser von Österreich, und sein Zeitalter. 1934.
- Geschichte des sächsischen Volkes. Leipzig 1835.
- Peter Joseph Freiherr von Eichhoff, früherer k. k. Hofkammerpräsident, sein Leben und sämtliches Wirken. Leop. Sommer (vormals Strauß), Wien 1849
- Geschichte Österreichs, seiner Völker und Länder. 6 Bände. 1843–1853.
- Geschichte der k. k. österreichischen Armee. 4 Bände. 1852–1854.
- Kaiser Joseph II. 1862.
- als Hrsg.: Die Jetztzeit: immerwährendes Conversations-Lexikon der Gegenwart. Band 1. Anton Schweiger, Wien 1855. Mehr Bände nicht erschienen[1]
- als Hrsg. Belletristisches Lese-Cabinet der neuesten und besten Romane aller Nationen in sorgfältigen Übersetzungen. ca. 100 Bände. Hartleben’s Verlags-Expedition, Pest/Leipzig ca. 1840 bis 1870.